# Juan Carlos Cariñena
Juan Carlos Cariñena Luque (Mollet del Vallès, 24 januari 1980) is een Spaans voormalig wielrenner.

## Carrière
In 2007 tekende Cariñena een eenjarig contract bij Andalucía. Namens die ploeg reed hij onder meer de Ronde van Catalonië en werd hij 78e op het door Joaquim Rodríguez gewonnen Spaans wegkampioenschap. Na een teleurstellend seizoen – zijn beste uitslag was een 21e plaats in de derde etappe van de Ronde van La Rioja – werd zijn contract niet verlengd.

## Ploegen
- 2007- Andalucía-CajaSur